# Quixilà
Quixilà, Quixilà anche in catalano e spagnolo (seconda metà dell'VIII secolo – dopo l'821), è stato un nobile franco, visconte di Narbona dall'817 all'821.

## Origine
Quixilà era un nobile franco, di cui non si conoscono gli ascendenti.

## Biografia

La penisola iberica nell'814, con la marca di Spagna, da poco costituita

Di Quixilà si hanno pochissime notizie.
Quixilà era presumibilmente un visdomino di Narbonne all'inizio del IX secolo, citato come primo visconte di Narbona nella Gran enciclopèdia catalana - vescomtat de Narbona, che afferma che era già attivo nell'anno 802.

Secondo il documento n° 15 della Histoire générale de Languedoc avec notes et pièces justificatives, Volume 2, datato 802, Quixilà viene citato come visdomino (Cixiliani vicedomino), quando presiedette un giudizio riguardante l'abbazia di San Giovanni e San Lorenzo di Caunes.
A Quixilà, verso l'821, succedette Agilberto, come viene confermato dal documento n° 57 della Histoire générale de Languedoc avec notes et pièces justificatives, Volume 2, che cita Agilberto visdomino (Algiberto vicedomino) in presenza anche di Quixilà (Cixsilane), in qualità di giudice, assieme ad altri (judicum).

Anche Jacqueline Caille, nel suo Vicomtes et vicomté de Narbonne, Des origines au début du xiiie siècle, cita questo avvenimento datato 821 Jugement en faveur de l’abbaye de Caunes ex ordinatione Algiberto vicedomino.
Non si conosce l'anno esatto della morte di Quixilà.

## Discendenza
Di Quixilà non si conoscono né il nome della moglie né alcuna discendenza.

### Fonti primarie
- (LA)  #ES Histoire générale de Languedoc avec notes et pièces justificatives, Volume 2.

### Letteratura storiografica
- (LA)  (FR)  Jacqueline Caille. Vicomtes et vicomté de Narbonne, Des origines au début du xiiie siècle.